# Vàng(I) chloride
Vàng(I) chloride là một hợp chất vô cơ của vàng và clo có công thức hóa học AuCl.

## Điều chế
Vàng(I) chloride được điều chế bằng cách phân hủy nhiệt vàng(III) chloride.

## Phản ứng
Mặc dù vàng(I) chloride ổn định ở nhiệt độ cao hơn ở áp suất hơi clo thích hợp, hợp chất này bền ở điều kiện bình thường. Khi đun nóng với nước, hợp chất này bị phân hủy thành vàng kim loại và vàng(III) chloride trong một phản ứng tự oxy hóa:
3AuCl → 2Au + AuCl3
Phản ứng với kali bromide sẽ tạo ra kali tetrabromoaurat(III) và kali chloride với sự tạo ra vàng kim loại:
3AuCl + 4KBr → KAuBr4 + 2Au + 3KCl

## An toàn
Vàng(I) chloride có thể gây kích ứng da và mắt, làm hỏng chức năng thận và giảm số lượng bạch cầu.

## Hợp chất khác
AuCl còn tạo một số hợp chất với NH3, như:
- AuCl·NH3 là bột/tinh thể màu trắng;
- AuCl·2NH3 là bột màu trắng;
- AuCl·3NH3 là bột màu trắng;[2]
- AuCl·12NH3 là chất rắn màu trắng, chỉ tồn tại ở nhiệt độ dưới −28 °C (−18 °F; 245 K).[3]